# Yermenonville
Cet article possède un paronyme, voir Ermenonville.
Yermenonville est une commune française située dans le département d'Eure-et-Loir en région Centre-Val de Loire.

## Géographie

### Situation
Yermenonville est un village périurbain de la Beauce situé entre Maintenon et Gallardon sur la départementale D 18.
Il se trouve dans l'aire d'attraction de Paris, dans la zone d'emploi de Chartres et dans le bassin de vie de Maintenon.

### Communes limitrophes
Les communes limitrophes sont  Bailleau-Armenonville, Gas, Houx, Mévoisins et Saint-Piat.
|           | Houx          | Gas                   |
| Mévoisins | Yermenonville | Bailleau-Armenonville |
|           | Saint-Piat    |                       |

### Géologie et relief
La superficie de la commune est de 5,04 km2 ; son altitude varie de 102  à   154 mètres.

### Hydrographie

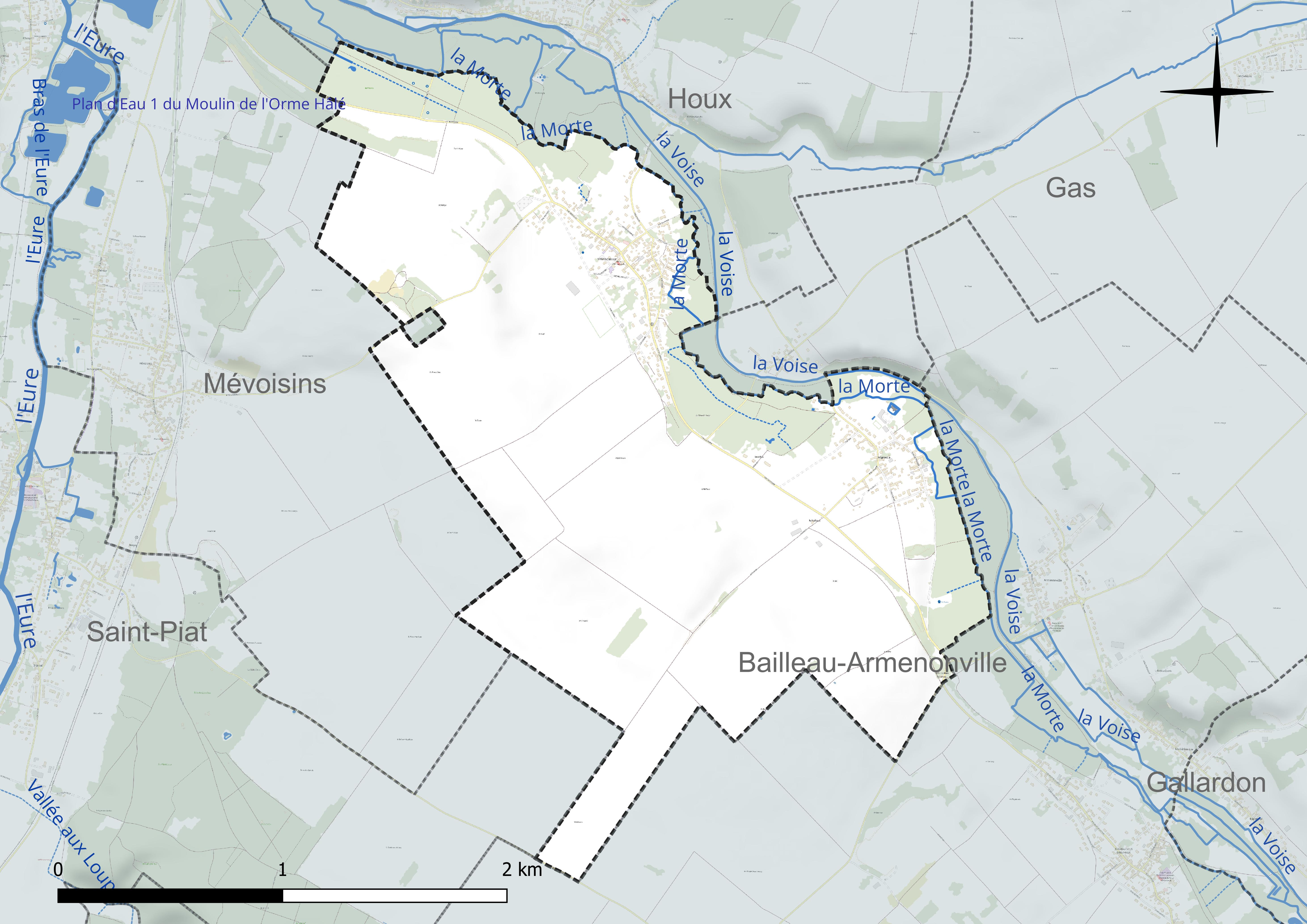
Carte hydrographique de la commune.

Le territoire communal est limité au nord-est par la Morte, l'un des bras de la Voise,, un affluent de l'Eure, et donc un sous-affluent de la Seine.

### Climat
Pour des articles plus généraux, voir Climat du Centre-Val de Loire et Climat d'Eure-et-Loir.
En 2010, le climat de la commune est de type climat océanique dégradé des plaines du Centre et du Nord, selon une étude du CNRS s'appuyant sur une série de données couvrant la période 1971-2000. En 2020, Météo-France publie une typologie des climats de la France métropolitaine dans laquelle la commune est exposée à un climat océanique altéré et est dans la région climatique Sud-ouest du bassin Parisien, caractérisée par une faible pluviométrie, notamment au printemps (120 à 150 mm) et un hiver froid (3,5 °C).
Pour la période 1971-2000, la température annuelle moyenne est de 10,6 °C, avec une amplitude thermique annuelle de 14,4 °C. Le cumul annuel moyen de précipitations est de 636 mm, avec 10,7 jours de précipitations en janvier et 7,8 jours en juillet. Pour la période 1991-2020, la température moyenne annuelle observée sur la station météorologique de Météo-France la plus proche, sur la commune de Houx à 1 km à vol d'oiseau, est de 11,2 °C et le cumul annuel moyen de précipitations est de 622,1 mm,. Pour l'avenir, les paramètres climatiques de la commune estimés pour 2050 selon différents scénarios d'émission de gaz à effet de serre sont consultables sur un site dédié publié par Météo-France en novembre 2022.

## Urbanisme

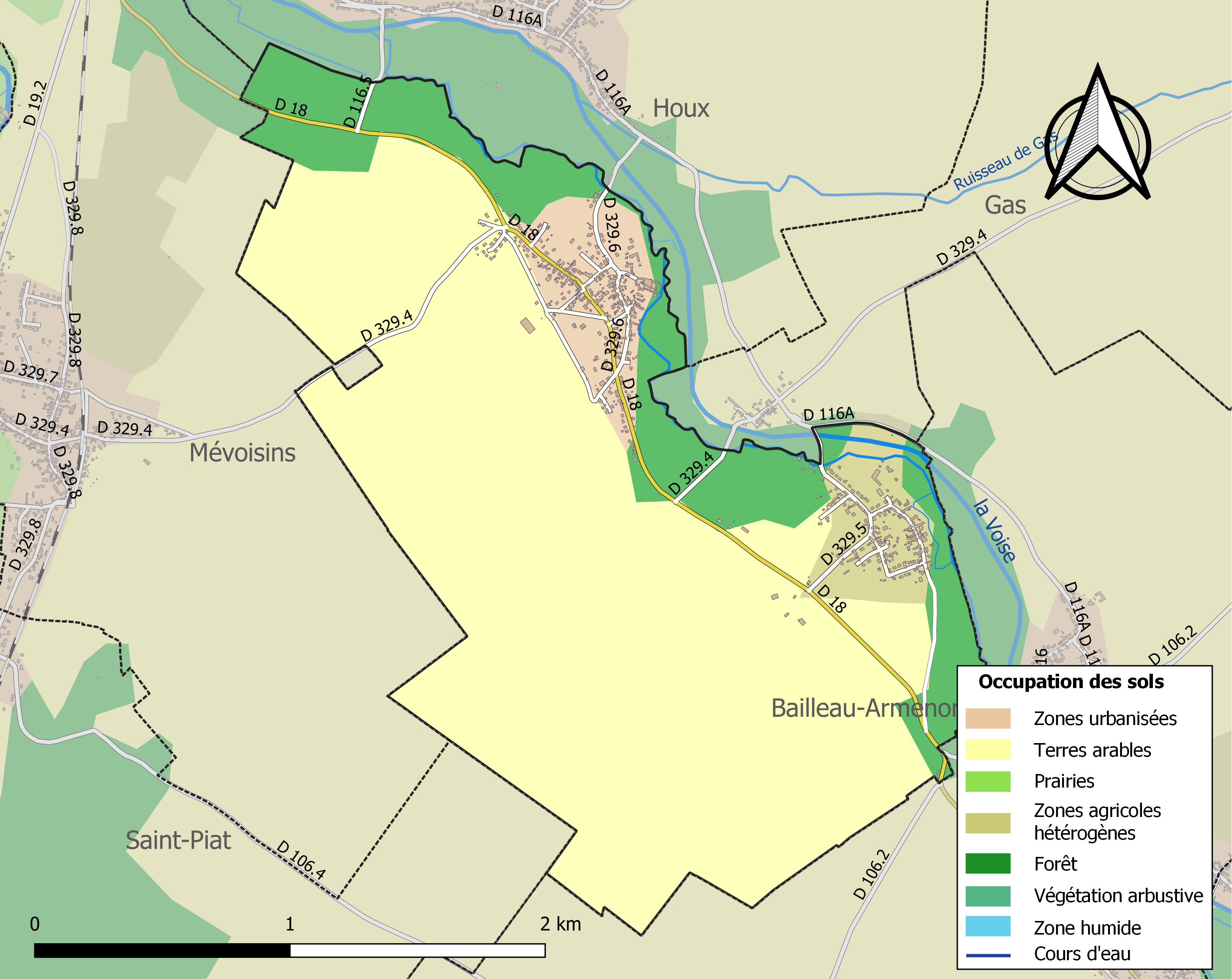
Carte des infrastructures et de l'occupation des sols de la commune en 2018 (CLC).

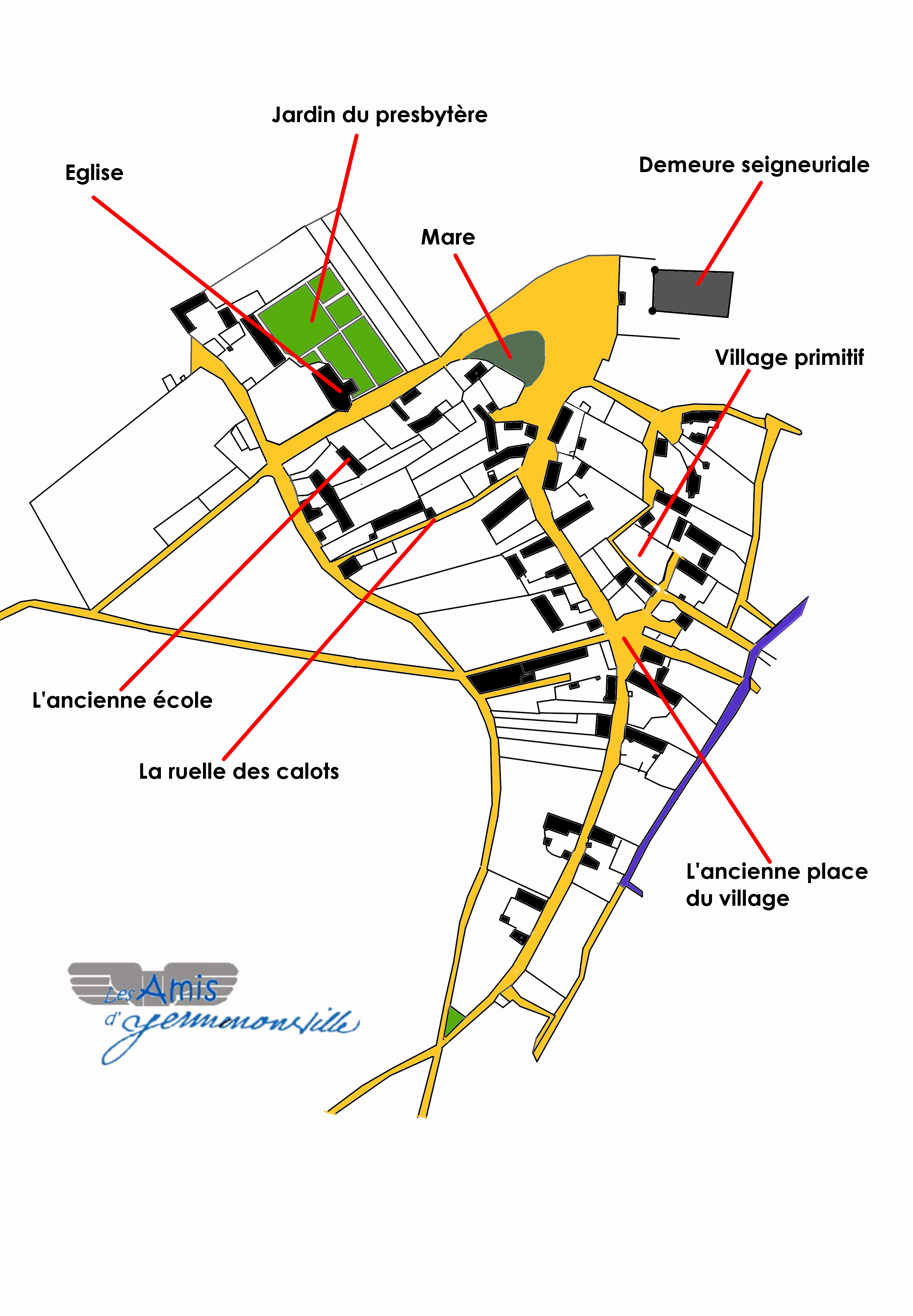
Plan du village ancien.

### Typologie
Au 1er janvier 2024, Yermenonville est catégorisée commune rurale à habitat dispersé, selon la nouvelle grille communale de densité à 7 niveaux définie par l'Insee en 2022.
Elle est située hors unité urbaine. Par ailleurs la commune fait partie de l'aire d'attraction de Paris, dont elle est une commune de la couronne,.

### Occupation des sols
L'occupation des sols de la commune, telle qu'elle ressort de la base de données européenne d’occupation biophysique des sols Corine Land Cover (CLC), est marquée par l'importance des territoires agricoles (76,7 % en 2018), en augmentation par rapport à 1990 (72 %). La répartition détaillée en 2018 est la suivante : 
terres arables (72 %), forêts (17,5 %), zones urbanisées (5,8 %), zones agricoles hétérogènes (4,7 %).
L'évolution de l’occupation des sols de la commune et de ses infrastructures peut être observée sur les différentes représentations cartographiques du territoire : la carte de Cassini (XVIIIe siècle), la carte d'état-major (1820-1866) et les cartes ou photos aériennes de l'IGN pour la période actuelle (1950 à aujourd'hui).

### Lieux-dits, hameaux et écarts
Boigneville.

### Habitat et logement
En 2021, le nombre total de logements dans la commune était de 288, alors qu'il était de 273 en 2016 et de 265 en 2011.
Parmi ces logements, 87,3 % étaient des résidences principales, 7,4 % des résidences secondaires et 5,3 % des logements vacants. Ces logements étaient pour 97,2 % d'entre eux des maisons individuelles et pour 2,8 % des appartements.
Le tableau ci-dessous présente la typologie des logements à Yermenonville en 2021 en comparaison avec celle d'Eure-et-Loir et de la France entière. Une caractéristique marquante du parc de logements est ainsi une proportion de résidences secondaires et logements occasionnels (7,4 %) supérieure à celle du département (5,8 %) mais inférieure à celle de la France entière (9,7 %).
| Typologie                                               | Yermenonville | Eure-et-Loir | France entière |
| ------------------------------------------------------- | ------------- | ------------ | -------------- |
| Résidences principales (en %)                           | 87,3          | 85,5         | 82,2           |
| Résidences secondaires et logements occasionnels (en %) | 7,4           | 5,8          | 9,7            |
| Logements vacants (en %)                                | 5,3           | 8,7          | 8,1            |

### Risques naturels et technologiques
Le territoire de la commune d'Yermenonville est vulnérable à différents aléas naturels : météorologiques (tempête, orage, neige, grand froid, canicule ou sécheresse), inondations et séisme (sismicité très faible). Il est également exposé à un risque technologique, le transport de matières dangereuses. Un site publié par le BRGM permet d'évaluer simplement et rapidement les risques d'un bien localisé soit par son adresse soit par le numéro de sa parcelle.

#### Risques naturels
Certaines parties du territoire communal sont susceptibles d’être affectées par le risque d’inondation par débordement de cours d'eau et par ruissellement et coulée de boue, notamment la Voise. La commune a été reconnue en état de catastrophe naturelle au titre des dommages causés par les inondations et coulées de boue survenues en 1999 et 2016,.

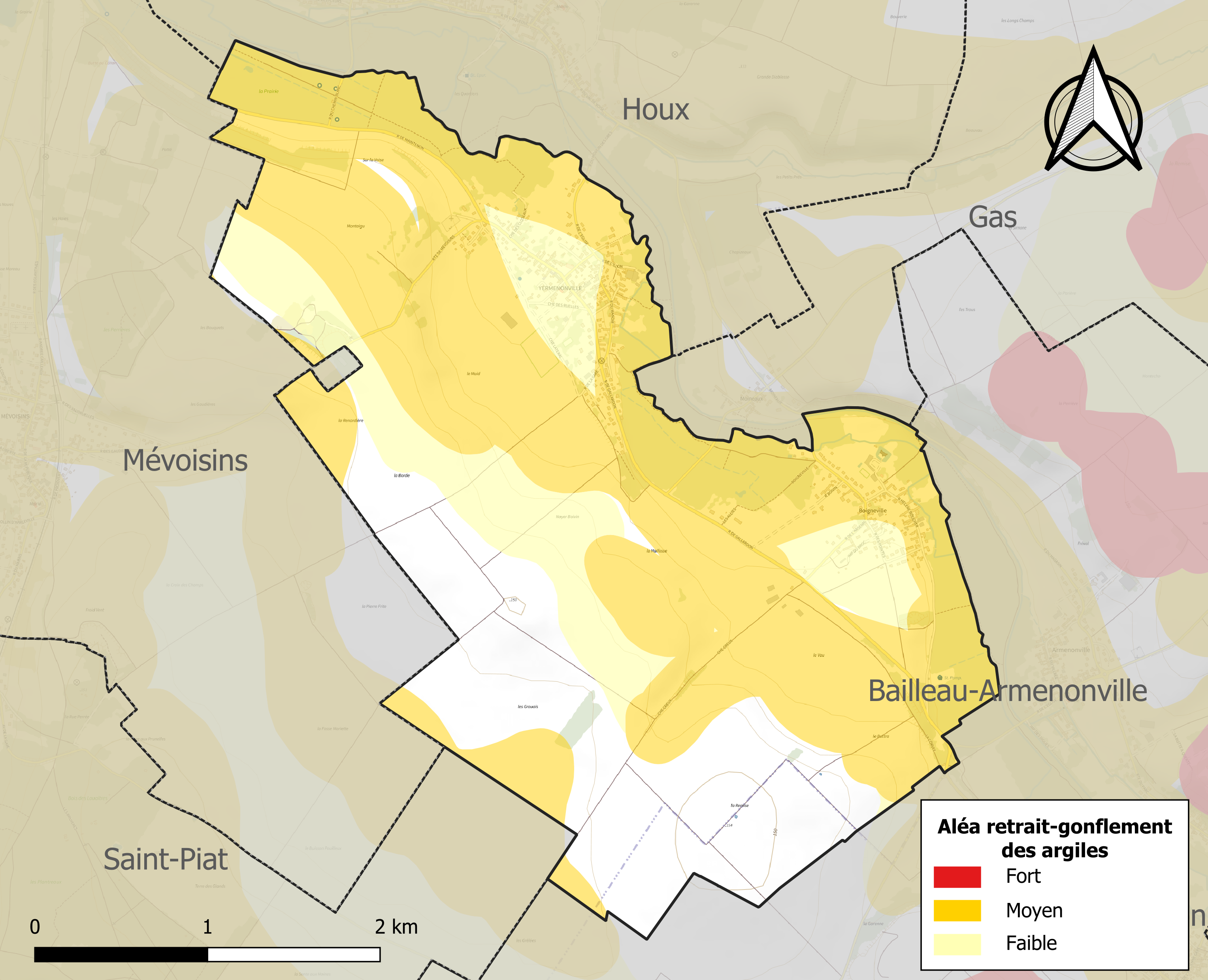
Carte des zones d'aléa retrait-gonflement des sols argileux d'Yermenonville.

Le retrait-gonflement des sols argileux est susceptible d'engendrer des dommages importants aux bâtiments en cas d’alternance de périodes de sécheresse et de pluie. 64,1 % de la superficie communale est en aléa moyen ou fort (52,8 % au niveau départemental et 48,5 % au niveau national). Sur les 278 bâtiments dénombrés sur la commune en 2019, 168 sont en aléa moyen ou fort, soit 60 %, à comparer aux 70 % au niveau départemental et 54 % au niveau national. Une cartographie de l'exposition du territoire national au retrait gonflement des sols argileux est disponible sur le site du BRGM,.
Concernant les mouvements de terrains, la commune a été reconnue en état de catastrophe naturelle au titre des dommages causés par des mouvements de terrain en 1999.

#### Risques technologiques
Le risque de transport de matières dangereuses sur la commune est lié à sa traversée par des infrastructures routières ou ferroviaires importantes ou la présence d'une canalisation de transport d'hydrocarbures. Un accident se produisant sur de telles infrastructures est en effet susceptible d’avoir des effets graves au bâti ou aux personnes jusqu’à 350 m, selon la nature du matériau transporté. Des dispositions d’urbanisme peuvent être préconisées en conséquence.

## Toponymie
Le nom de la localité est attesté sous les formes Germinionis Villa en 1250 (pouillé, cf. Lucien Merlet) ; Hermenonvilla, Ermenonvilla prope Hussum en 1300 (Yermenonville à côté de Houx, ce qui élimine l’hypothèse qu’il s’agisse de l’actuelle Ermenonville-la-Grande) ; Iermenonville au XVIIe siècle, Hiermenonville, Germenonville aux XVIIe et XVIIIe siècles.
Toujours est-il que cette désignation du domaine, formée à partir d’un nom de personne germanique suivi de l'appellatif toponymique -ville typique de l’époque mérovingienne et très fréquent dans la région. André Chédeville, spécialiste de la région de Chartres, considère que sur 365 noms de lieux se terminant -ville, seuls 30 ne sont pas construits sur ce modèle.

## Histoire

### Temps modernes
En application d'un  l'édit royal de 1787, l'assemblée de ceux qui payent au moins dix livres d'impôt élit, parmi ceux qui en payent au moins trente, un corps municipal de 6 membres  et un syndic. Le curé et le seigneur sont membres de droit. Louis Jacques Launay est élu syndic. C'est lui qui sera élu maire lors des premières élections de la Révolution, en 1790.

### Époque contemporaine
De 1892 à 1938, cette commune bénéficiait d'une halte garde-barrière permettant aux voyageurs d'emprunter la ligne d'Auneau-Ville à Dreux via Maintenon.

## Politique et administration

### Rattachements administratifs et électoraux

#### Rattachements administratifs
La commune se trouve dans l'arrondissement de Chartres du département de l'Eure-et-Loir.
Elle faisait partie depuis 1802 du canton de Maintenon. Dans le cadre du redécoupage cantonal de 2014 en France, cette circonscription administrative territoriale a disparu, et le canton n'est plus qu'une circonscription électorale.

#### Rattachements électoraux
Pour les élections départementales, la commune fait partie depuis 2014 du canton d'Auneau.
Pour l'élection des députés, elle fait partie de la première circonscription d'Eure-et-Loir.

### Intercommunalité
Yermenonville était membre de la  communauté de communes des Terrasses et Vallées de Maintenon, un établissement public de coopération intercommunale (EPCI) à fiscalité propre créé fin  2001 et auquel la commune avait transféré un certain nombre de ses compétences, dans les conditions déterminées par le code général des collectivités territoriales.
Dans le cadre des dispositions de la loi portant nouvelle organisation territoriale de la République du 7 août 2015, qui prévoit que les établissements publics de coopération intercommunale (EPCI) à fiscalité propre doivent avoir un minimum de 15 000 habitants, cette intercommunalité a fusionné avec ses voisines pour former, le 1er janvier 2017, la communauté de communes des Portes Euréliennes d'Île-de-France, dont est désormais membre la commune.

### Liste des maires
| Période                                  | Période                   | Identité                         | Étiquette | Qualité                                                       |
| ---------------------------------------- | ------------------------- | -------------------------------- | --------- | ------------------------------------------------------------- |
| Les données manquantes sont à compléter. |                           |                                  |           |                                                               |
| 1790                                     | 1792                      | Louis Jacques Launay             |           | élu au suffrage censitaire                                    |
| 1792                                     | 1795                      | Jean Pierre Gabriel              |           | élu au suffrage universel masculin                            |
| 1796                                     | 1797                      | Louis Jacques Launay             |           | élu au suffrage censitaire                                    |
| 1797                                     | 1800                      | Jean Pierre Gabriel              |           |                                                               |
| 1800                                     | 1826                      | Louis Jacques Launay             |           | nommé par le préfet                                           |
| 1826                                     | 1860                      | Jacques Michard                  |           | Tantôt élu au suffrage censitaire, tantôt nommé par le préfet |
| 1860                                     | 1870                      | Simon Zacharie Georgeon          |           | nommé par le préfet                                           |
| 1870                                     | 1871                      | Henri Ferdinand Michard          |           | nommé par le préfet sur proposition du conseil municipal      |
| 1871                                     | 1875                      | Henri Cléophas Zacharie Georgeon |           | élu, puis nommé par le préfet                                 |
| 1875                                     | 1876                      | Henri Ferdinand Michard          |           |                                                               |
| 1876                                     | 1881                      | Jules Victor Godard              |           |                                                               |
| 1881                                     | 1884                      | Jean Louis David                 |           |                                                               |
| 1884                                     | 1888                      | Henri Ferdinand Michard          |           |                                                               |
| 1888                                     | 1892                      | Alphonse Coudray                 |           |                                                               |
| 1892                                     | 1896                      | Pierre Alphonse Désiré Blin      |           |                                                               |
| 1896                                     | 1904                      | Albert Grege                     |           |                                                               |
| 1904                                     | 1912                      | Marcel Rabourdin                 |           |                                                               |
| 1912                                     | 1912                      | Hippolyte Bouquet                |           |                                                               |
| 1912                                     | 1923                      | Marcel Rabourdin                 |           |                                                               |
| 1923                                     | 1932                      | Oscar Fourmilleau                |           |                                                               |
| 1932                                     | 1944                      | Celestin Legrand                 |           |                                                               |
| 1944                                     | 1945                      | Paul Rabourdin                   |           |                                                               |
| 1945                                     | 1953                      | Charles Buisson                  |           |                                                               |
| 1953                                     | 1957                      | Pierre Buisson                   |           |                                                               |
| 1957                                     | 1977                      | Bernard Cailleaux                |           |                                                               |
| 1977                                     | 1980                      | Georges Rouschemeyer             |           |                                                               |
| 1980                                     | 1995                      | Gérard Perrin                    |           |                                                               |
| 1995                                     | 2001                      | Jean Bouvet                      |           |                                                               |
| 2001                                     | 2010                      | Michel Chantepie                 |           | Démissionnaire                                                |
| juin 2010                                | mai 2020                  | Bernard Martin                   |           |                                                               |
| mai 2020,                                | décembre 2022             | Thierry Delarue                  |           | Agriculteur Démissionnaire                                    |
| février 2023                             | En cours (au 29 mai 2024) | Xavier Destouches                |           | Agriculteur                                                   |

### Instances de démocratie participative
La commune s'est dotée d'un conseil municipal d'enfants.

## Population et société

### Démographie
L'évolution du nombre d'habitants est connue à travers les recensements de la population effectués dans la commune depuis 1793. Pour les communes de moins de 10 000 habitants, une enquête de recensement portant sur toute la population est réalisée tous les cinq ans, les populations de référence des années intermédiaires étant quant à elles estimées par interpolation ou extrapolation. Pour la commune, le premier recensement exhaustif entrant dans le cadre du nouveau dispositif a été réalisé en 2005.

En 2022, la commune comptait 624 habitants, en évolution de +5,94 % par rapport à 2016 (Eure-et-Loir : −0,23 %, France hors Mayotte : +2,11 %).
| 1793 | 1800 | 1806 | 1821 | 1831 | 1836 | 1841 | 1846 | 1851 |
| ---- | ---- | ---- | ---- | ---- | ---- | ---- | ---- | ---- |
| 377  | 422  | 385  | 358  | 378  | 355  | 359  | 363  | 347  |

| 1856 | 1861 | 1866 | 1872 | 1876 | 1881 | 1886 | 1891 | 1896 |
| ---- | ---- | ---- | ---- | ---- | ---- | ---- | ---- | ---- |
| 355  | 336  | 306  | 348  | 312  | 298  | 319  | 307  | 331  |

| 1901 | 1906 | 1911 | 1921 | 1926 | 1931 | 1936 | 1946 | 1954 |
| ---- | ---- | ---- | ---- | ---- | ---- | ---- | ---- | ---- |
| 301  | 287  | 278  | 281  | 264  | 252  | 266  | 277  | 264  |

| 1962 | 1968 | 1975 | 1982 | 1990 | 1999 | 2005 | 2006 | 2010 |
| ---- | ---- | ---- | ---- | ---- | ---- | ---- | ---- | ---- |
| 230  | 240  | 262  | 401  | 492  | 511  | 577  | 588  | 571  |

| 2015 | 2020 | 2022 | - | - | - | - | - | - |
| ---- | ---- | ---- | - | - | - | - | - | - |
| 590  | 599  | 624  | - | - | - | - | - | - |

## Économie
- L'entreprise Duthion, spécialisée dans la réalisation de prototypes en petites et moyennes séries, lauréate du plan France 2030[32].

## Culture locale et patrimoine

### Lieux et monuments
- L'église Saint-Martin, construite au XVe siècle par un seigneur enrichi pendant la guerre de Cent Ans en remplacement d’un édifice du XIIIe siècle et qui de contient de belles statues anciennes, ainsi qu'un bas-relief au décor de feuilles de vigne et de grappes de raisin  Classé MH (1928, Bas-relief)[33] provenant de l'édifice précédent
Son maître-autel, de style antique avec un fronton triangulaire, date des années 1830[34] ;
- Le manoir des seigneurs d'Yermenonville, situé sur l'emplacement de l'ancienne villa gallo-romaine ; on y trouve les ruines du four banal de l'ancien régime ;
- Le dolmen de la Pierre Fritte (néolithique) a fait l'objet de campagnes de fouilles entre 2001 et 2007 ;
- Le manoir des seigneurs de Boigneville, château du XVe siècle ayant appartenu à Madame de Maintenon[35].
- Espace muséal Hélène Boucher, installé dans une salle de la mairie, l'ancienne salle de classe[36].

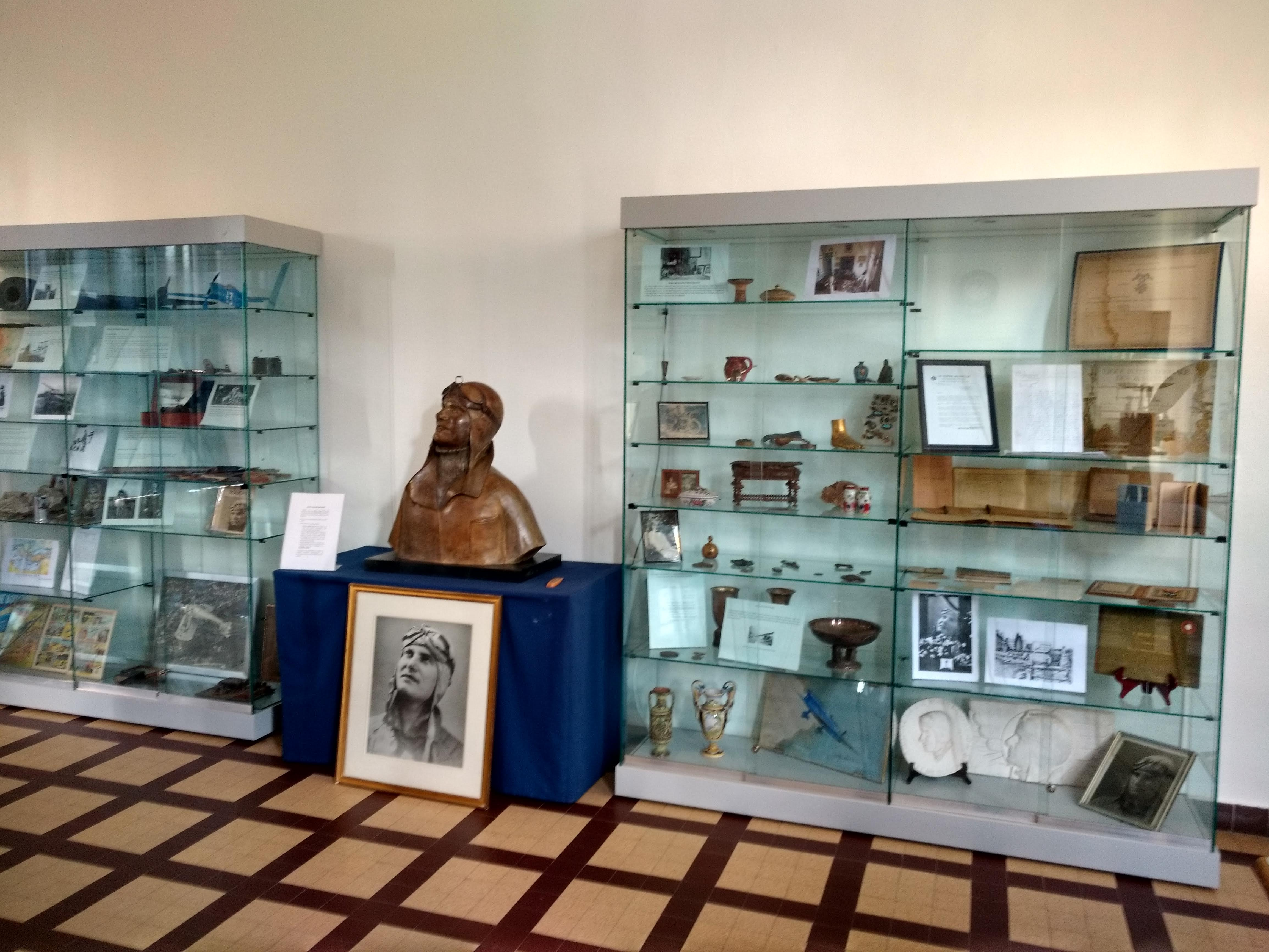
Espace muséal Hélène Boucher.

### Personnalités liées à la commune

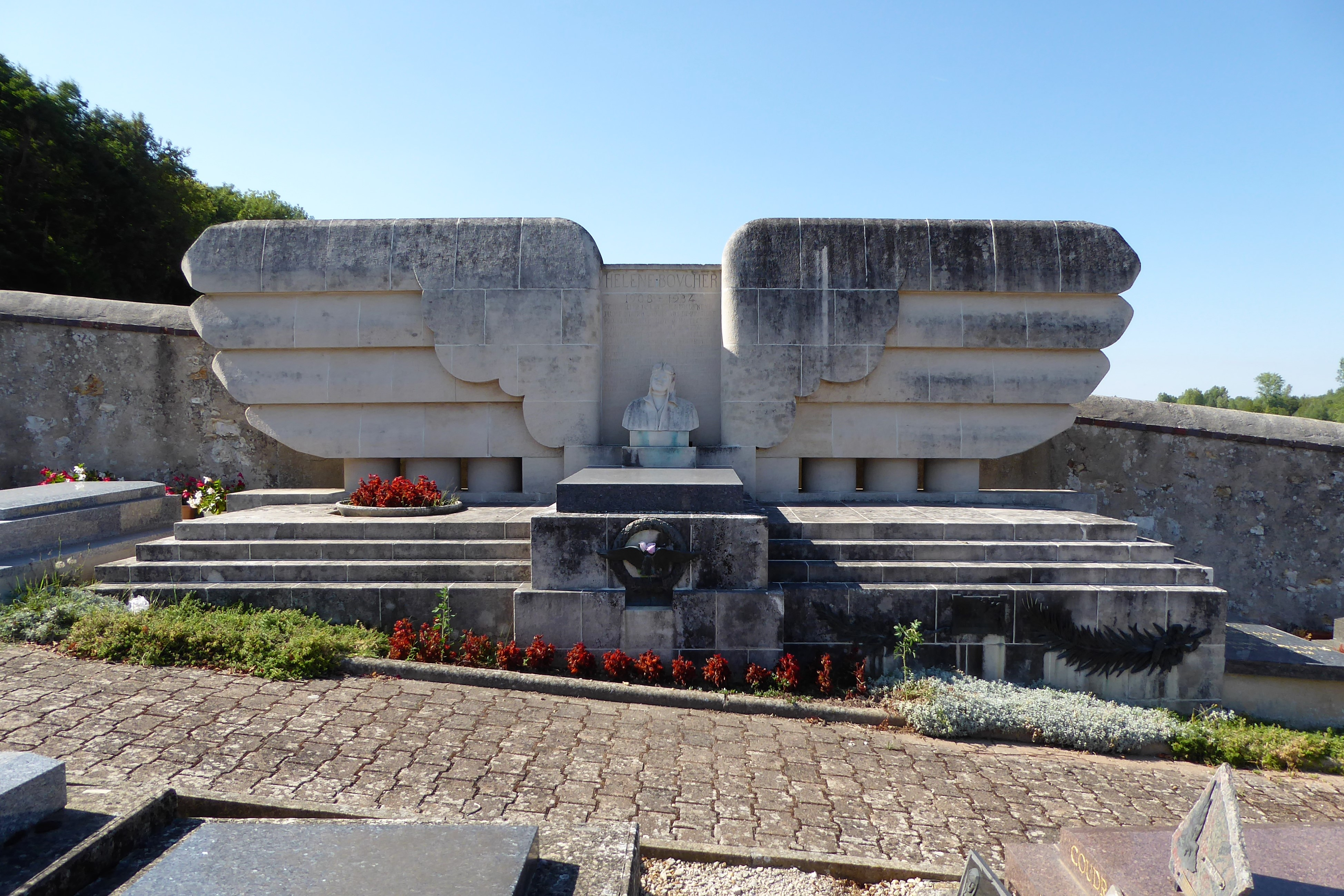
Sépulture d'Hélène Boucher, cimetière d'Yermenonville.

- Hélène Boucher (1908-1934), célèbre aviatrice du début du XXe siècle, y a vécu son enfance et y est enterrée[37].

## Pour approfondir